# Leonora Colmor Jepsen
Leonora Colmor Jepsen (ur. 3 października 1998 w Kopenhadze) – duńska łyżwiarka figurowa, trenerka sportowa i choreografka, piosenkarka i autorka tekstów.

## Kariera łyżwiarska
Wychowała się w podkopenhaskim Hellerup. W dzieciństwie zaczęła treningi łyżwiarstwa figurowego, w latach 2010–2018 startowała w krajowych i międzynarodowych zawodach sportowych. Uczestniczyła solowo m.in. w ISU Junior Grand Prix 2015/2016 w Rydze oraz w Mistrzostwach Danii w latach 2012–2016. Jest dwukrotną mistrzynią Danii w łyżwiarstwie figurowym: w 2015 i 2016. W 2016 w parze z bratem Linusem zdobyła mistrzostwo Danii w kategorii juniorskiej.
W 2018 zakończyła karierę sportową, pracuje jako choreografka i trenerka łyżwiarstwa.

## Kariera muzyczna
W lutym 2019 startowała w programie Dansk Melodi Grand Prix, do którego zgłosiła się z piosenką „Love Is Forever”. 23 lutego zajęła pierwsze miejsce w finale, zdobywszy 42% głosów telewidzów i jurorów, dzięki czemu została reprezentantką Danii w 64. Konkursie Piosenki Eurowizji organizowanym w Tel Awiwie. 16 maja wystąpiła w drugim półfinale konkursu i z dziesiątego miejsca zakwalifikowała się do finału, który został rozegrany 18 maja. Zajęła w nim 12. miejsce po zdobyciu 120 punktów, w tym 51 pkt od telewidzów (15. miejsce) i 69 pkt od jurorów (12. miejsce).
W kwietniu 2020 wystąpiła w programie Eurovision Home Concerts, w którym zaśpiewała utwór „Love Is Forever” i cover piosenki Leny „Satellite”.

## Osiągnięcia

### Pary taneczne
Z Linusem Colmor Jepsenem
| Zawody                                | 16–17                                 |                                       |                                       |                                       |                                       |                                       |                                       |                                       |                                       |                                       |                                       |                                       |                                       |                                       |                                       |                                       |                                       |                                       |
| Międzynarodowe: Kategorie młodzieżowe | Międzynarodowe: Kategorie młodzieżowe | Międzynarodowe: Kategorie młodzieżowe | Międzynarodowe: Kategorie młodzieżowe | Międzynarodowe: Kategorie młodzieżowe | Międzynarodowe: Kategorie młodzieżowe | Międzynarodowe: Kategorie młodzieżowe | Międzynarodowe: Kategorie młodzieżowe | Międzynarodowe: Kategorie młodzieżowe | Międzynarodowe: Kategorie młodzieżowe | Międzynarodowe: Kategorie młodzieżowe | Międzynarodowe: Kategorie młodzieżowe | Międzynarodowe: Kategorie młodzieżowe | Międzynarodowe: Kategorie młodzieżowe | Międzynarodowe: Kategorie młodzieżowe | Międzynarodowe: Kategorie młodzieżowe | Międzynarodowe: Kategorie młodzieżowe | Międzynarodowe: Kategorie młodzieżowe | Międzynarodowe: Kategorie młodzieżowe |
| ------------------------------------- | ------------------------------------- | ------------------------------------- | ------------------------------------- | ------------------------------------- | ------------------------------------- | ------------------------------------- | ------------------------------------- | ------------------------------------- | ------------------------------------- | ------------------------------------- | ------------------------------------- | ------------------------------------- | ------------------------------------- | ------------------------------------- | ------------------------------------- | ------------------------------------- | ------------------------------------- | ------------------------------------- |
| Bavarian Open                         | 21 J                                  |                                       |                                       |                                       |                                       |                                       |                                       |                                       |                                       |                                       |                                       |                                       |                                       |                                       |                                       |                                       |                                       |                                       |
| Krajowe                               |                                       |                                       |                                       |                                       |                                       |                                       |                                       |                                       |                                       |                                       |                                       |                                       |                                       |                                       |                                       |                                       |                                       |                                       |
| Mistrzostwa Danii juniorów            | 1                                     |                                       |                                       |                                       |                                       |                                       |                                       |                                       |                                       |                                       |                                       |                                       |                                       |                                       |                                       |                                       |                                       |                                       |

### Solistki
| Zawody                                | 14–15                                 | 15–16                                 |                                       |                                       |                                       |                                       |                                       |                                       |                                       |                                       |                                       |                                       |                                       |                                       |                                       |                                       |                                       |                                       |
| Międzynarodowe: Kategorie młodzieżowe | Międzynarodowe: Kategorie młodzieżowe | Międzynarodowe: Kategorie młodzieżowe | Międzynarodowe: Kategorie młodzieżowe | Międzynarodowe: Kategorie młodzieżowe | Międzynarodowe: Kategorie młodzieżowe | Międzynarodowe: Kategorie młodzieżowe | Międzynarodowe: Kategorie młodzieżowe | Międzynarodowe: Kategorie młodzieżowe | Międzynarodowe: Kategorie młodzieżowe | Międzynarodowe: Kategorie młodzieżowe | Międzynarodowe: Kategorie młodzieżowe | Międzynarodowe: Kategorie młodzieżowe | Międzynarodowe: Kategorie młodzieżowe | Międzynarodowe: Kategorie młodzieżowe | Międzynarodowe: Kategorie młodzieżowe | Międzynarodowe: Kategorie młodzieżowe | Międzynarodowe: Kategorie młodzieżowe | Międzynarodowe: Kategorie młodzieżowe |
| ------------------------------------- | ------------------------------------- | ------------------------------------- | ------------------------------------- | ------------------------------------- | ------------------------------------- | ------------------------------------- | ------------------------------------- | ------------------------------------- | ------------------------------------- | ------------------------------------- | ------------------------------------- | ------------------------------------- | ------------------------------------- | ------------------------------------- | ------------------------------------- | ------------------------------------- | ------------------------------------- | ------------------------------------- |
| Mistrzostwa świata juniorów           |                                       | 42                                    |                                       |                                       |                                       |                                       |                                       |                                       |                                       |                                       |                                       |                                       |                                       |                                       |                                       |                                       |                                       |                                       |
| JGP na Łotwie                         |                                       | 23                                    |                                       |                                       |                                       |                                       |                                       |                                       |                                       |                                       |                                       |                                       |                                       |                                       |                                       |                                       |                                       |                                       |
| Coupe de Printemps                    |                                       | 6 J                                   |                                       |                                       |                                       |                                       |                                       |                                       |                                       |                                       |                                       |                                       |                                       |                                       |                                       |                                       |                                       |                                       |
| Ice Challenge                         | 19 J                                  |                                       |                                       |                                       |                                       |                                       |                                       |                                       |                                       |                                       |                                       |                                       |                                       |                                       |                                       |                                       |                                       |                                       |
| NRW Trophy                            |                                       | 20 J                                  |                                       |                                       |                                       |                                       |                                       |                                       |                                       |                                       |                                       |                                       |                                       |                                       |                                       |                                       |                                       |                                       |
| Mistrzostwa nordyckie                 | 7 J                                   | 12 J                                  |                                       |                                       |                                       |                                       |                                       |                                       |                                       |                                       |                                       |                                       |                                       |                                       |                                       |                                       |                                       |                                       |
| Krajowe                               |                                       |                                       |                                       |                                       |                                       |                                       |                                       |                                       |                                       |                                       |                                       |                                       |                                       |                                       |                                       |                                       |                                       |                                       |
| Mistrzostwa Danii juniorów            | 1                                     | 1                                     |                                       |                                       |                                       |                                       |                                       |                                       |                                       |                                       |                                       |                                       |                                       |                                       |                                       |                                       |                                       |                                       |